# Valério Breda
Valério Breda (ur. 24 stycznia 1945 w San Fior, zm. 16 czerwca 2020 w Maceió) – włoski duchowny rzymskokatolicki, w latach 1997–2020 biskup Penedo.